# سوگند هوراتی‌ها
سوگند هوراتی‌ها (به فرانسوی: Le Serment des Horaces) اثری است در سبک نئوکلاسیک از ژاک لوئی داوید که در سال ۱۷۸۴ میلادی با رنگ روغن آفریده شده‌است. موضوع نقاشی «سوگند برادران هوراتیوس» است که افسانه‌ای است رومی که در سده هفدهم میلادی پیر کورنی نمایشنامه نویس فرانسوی نیز نمایشنامه‌ای با این عنوان آفریده‌است.هم‌اکنون این تابلو، تحت مالکیت موزه لوور در پاریس قرار دارد. این نقاشی فوراً موفقیتی در خور توجه کسب کرد و به‌عنوان یکی از بهترین آثار شناخته‌شدهٔ سبک نئوکلاسیک باقی‌مانده‌است.
این نقاشی داستانی از تاریخ روم در قرن هفتم قبل از میلاد را تصویر می‌کند: در آن دوره میان دو شهر روم و آلبا لونگا منازعه‌ای در جریان بود. این نقاشی بر اهمیت میهن‌دوستی و ایثار مردانهٔ جان خود تأکید دارد؛ زیرا در این داستان به‌جای آنکه دو دولت، سپاهیان خود را به میدان جنگ بفرستند، موافقت می‌کنند که هر کدام سه برادر را روانهٔ میدان کنند؛ و هر یک از دو دولت که در این کارزارِ تن‌به‌تن ظفر یافت، بر دولتِ دیگر سلطه خواهد داشت. از روم، سه برادر از «خانواده هوراتیوس» حاضر می‌شوند بخاطر میهن خود با سه برادرِ آلبانی از «خانواده کوریاتیوس» بجنگند. سه برادر که جملگی حاضرند جان خویش را فدای مصلحت روم کنند در این نقاشی گویی نمایانده‌شده‌اند که دارند به پدر خود، که شمشیرهایشان را به آنان می‌دهد، سلام رومی می‌دهند. از این سه برادرِ رومی، دو تایشان مقتول می‌شوند اما آن یکی که باقی‌می‌مانَد، هر سه برادرِ آلبانی را به‌قتل می‌آورَد. جدا از این سه مرد جوان، داوید در گوشهٔ راستِ نقاشی‌اش زنی را نشان می‌دهد که در حالت جلوس مشغول گریستن است. او کامیلا (یا شاید هوراتیا) نام دارد و خواهرِ این سه برادر و البته نامزدِ یکی از آن سه کوریاتی‌هاست، و بر این می‌گرید که ـ فارغ از نتیجهٔ جنگ ـ او از بین برادران و نامزدش، یکی را حتماً از دست‌خواهد داد. بعدها که کارزار تن‌به‌تن به‌سود یک هوراتیوسِ بازمانده به‌پایان رسید، نامبرده با دیدن زاریِ خواهر بر دشمن، عصبانی شده او را می‌کُشد.

## نگارخانه

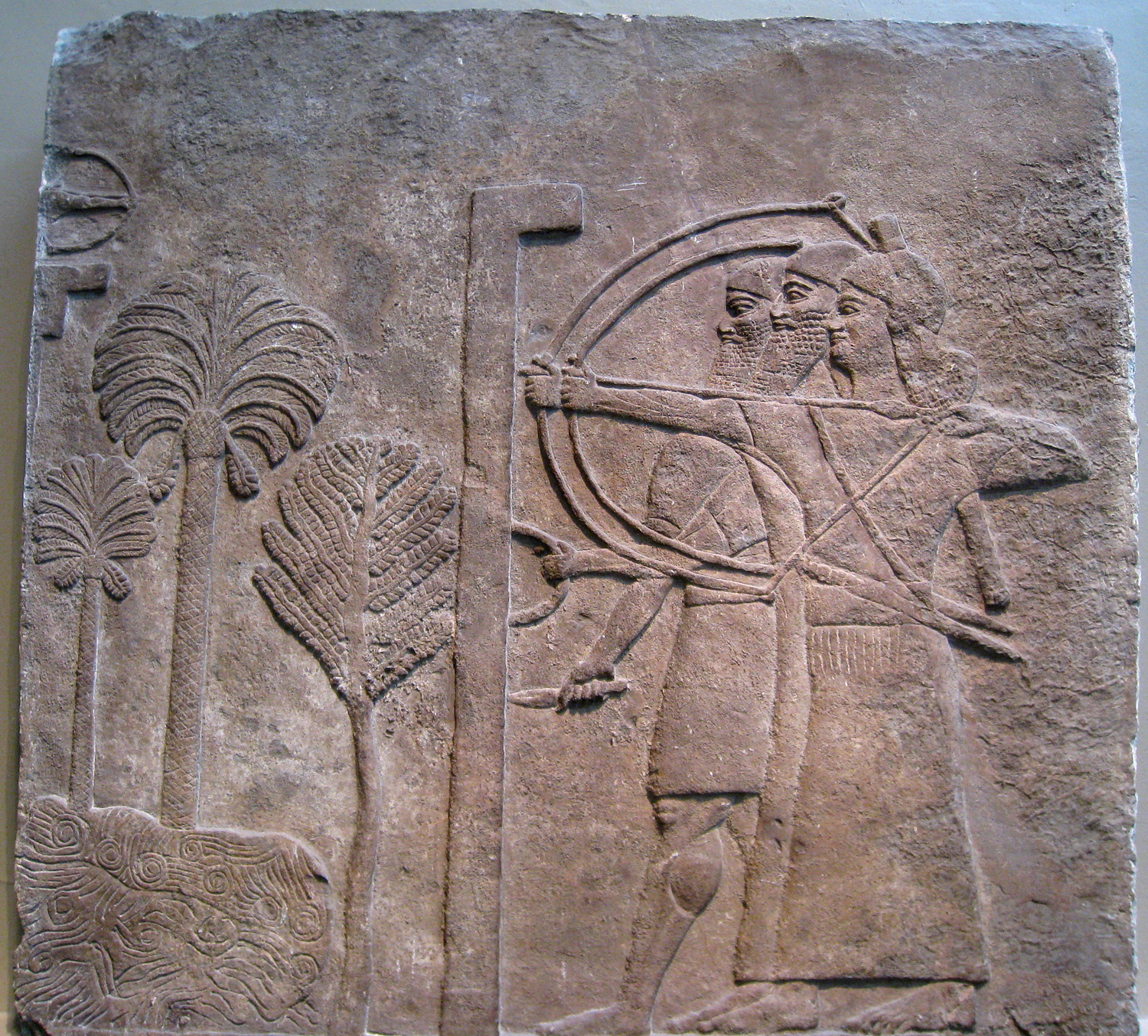
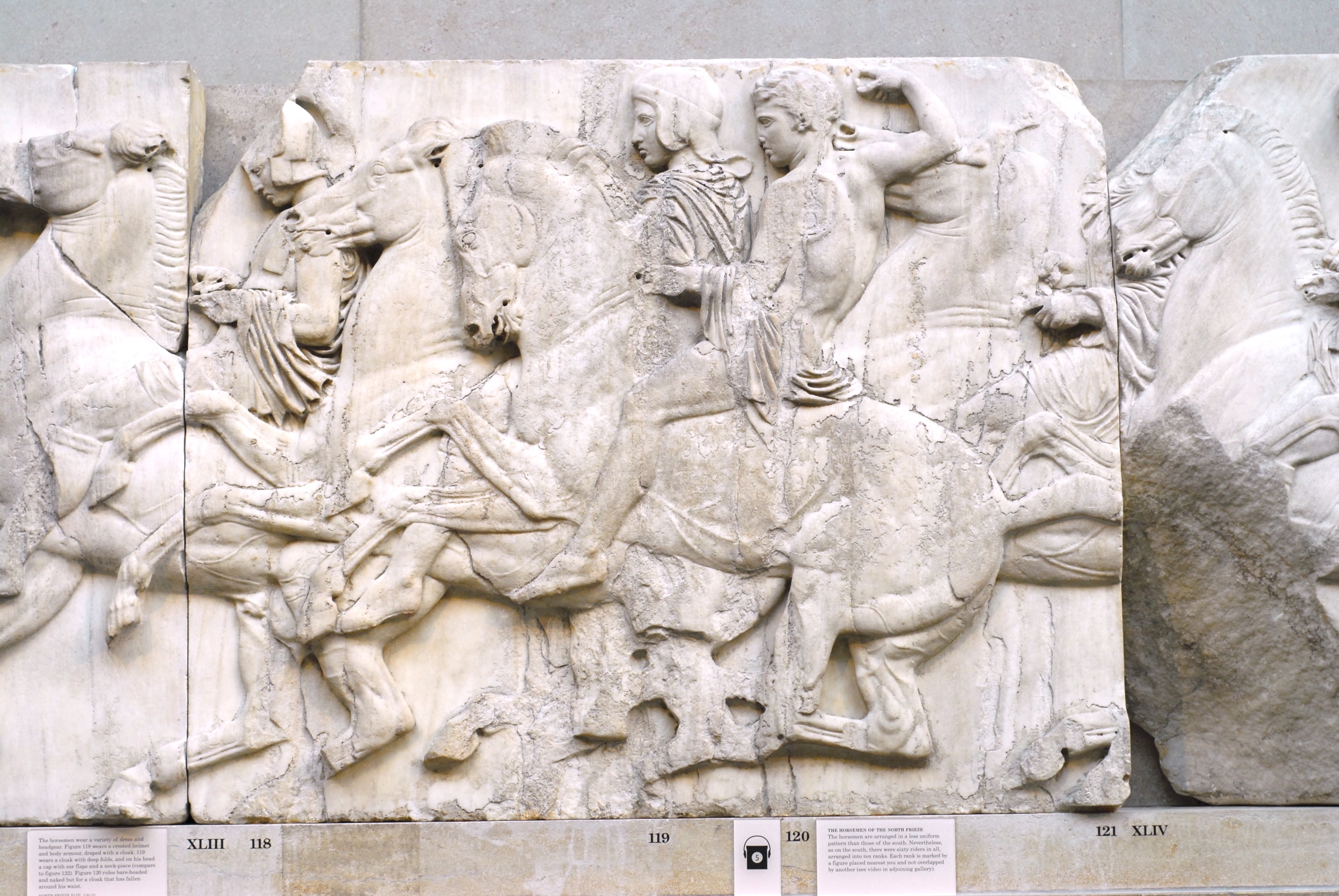
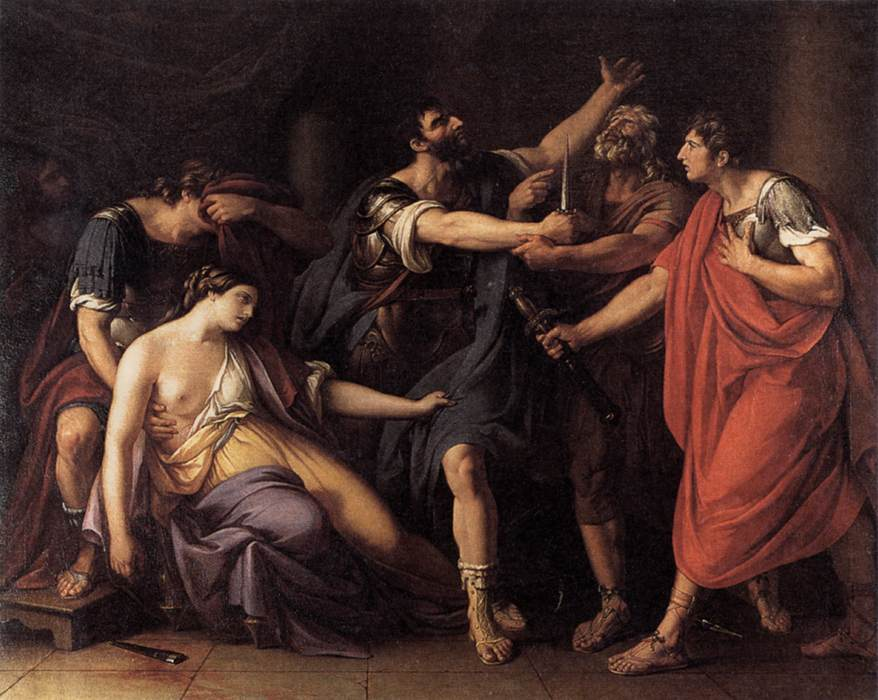
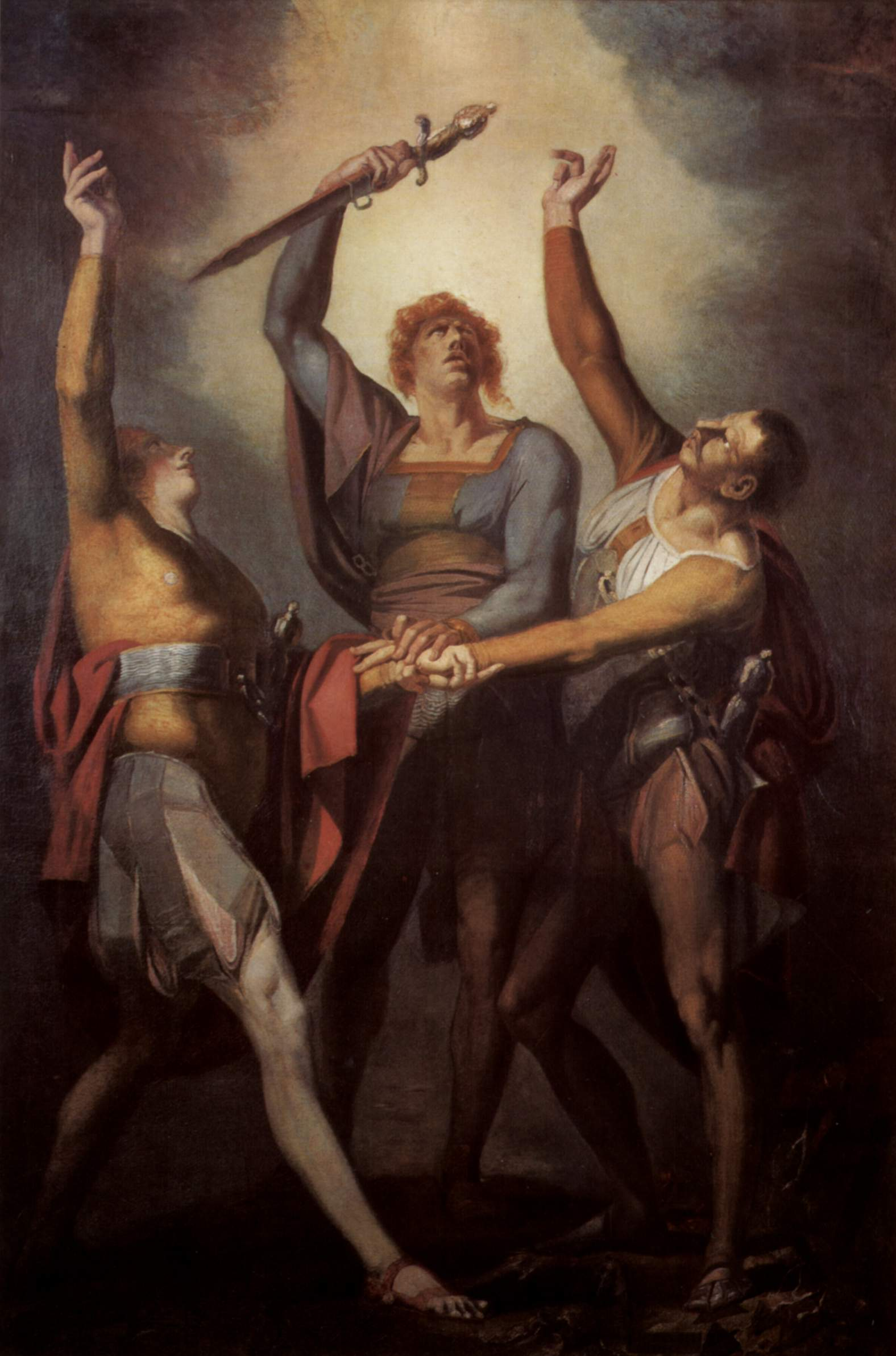
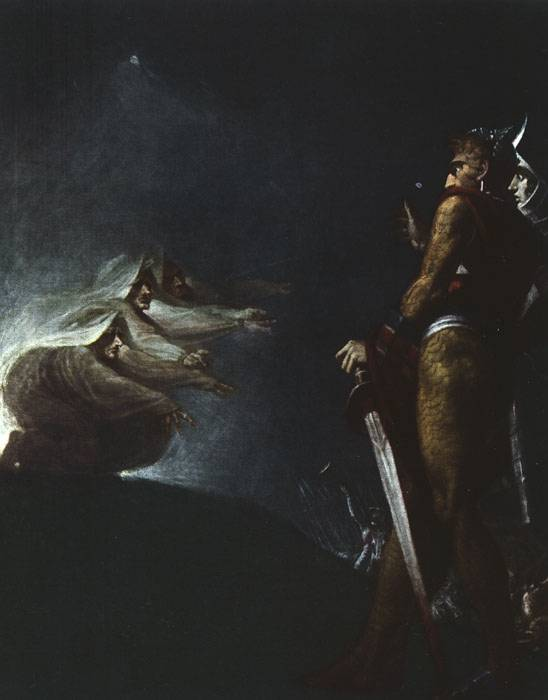